# ユニバーサル・スタジオ・フロリダ
ユニバーサル・スタジオ・フロリダ（Universal Studios Florida）は、フロリダ州オーランドにあるテーマパーク。ユニバーサル・オーランド・リゾート内にあり、ユニバーサル・デスティネーションズ&エクスペリエンシズ（NBCユニバーサル）とブラックストーン・グループが運営している。主に映画やテレビなどのエンターテイメント産業をテーマにしており、1990年6月7日にユニバーサル・スタジオ・ハリウッドに次ぐ世界で2番目にオープンしたユニバーサル・スタジオ・テーマパーク。

## 概説
- 映画の撮影スタジオの表と裏を見せることをテーマにしたユニバーサル・スタジオ・ハリウッド（USH）とは異なり、このパークは「テーマパーク」としてデザインされている。
- USHではスタジオ・ツアー内のアトラクションとなっている『大地震』が、こちらでは独立したアトラクションとなっていた。過去には『ジョーズ』や『キングコング』も、独立したアトラクションとして運営されていたが、現在これらは全て運営を終了している。
- パーク入り口に隣接してユニバーサル・シティーウォークがある。
- ユニバーサル・スタジオ・ジャパンはこのUSFを参考に設計されている。

## 施設概要
- 所在地 - オーランド市
- 開園日 - 1990年6月7日
- アトラクション数 - 19
- 敷地面積 - 180ha

## 入場料金
- 大人（10歳以上） 75ドル
- 小人（3-9歳） 63ドル

上記の1日券の他にアイランズ・オブ・アドベンチャーとの共通入場券なども販売されている。

## パーク構成
「ハリウッド」、「ミニオン・ランド」、「ニューヨーク」、「サンフランシスコ」、「ワールド・エキスポ」、「スプリングフィールド」、「ウッディー・ウッドペッカーズ・キッズゾーン」、「ウィザーディング・ワールド・オブ・ハリー・ポッター ロンドン/ダイアゴン横丁」の8つのエリアから構成されている。

### ハリウッド・エリア
エントランスから最も近くにある、映画の都ハリウッドの街並みを模したエリア。
パーク開園から2023年まで、エントランス周辺は「プロダクション・セントラル」という名称の独立したエリアだった。後述の「ミニオン・ランド」オープンに伴い、エントランス周辺はハリウッド・エリアの一部として吸収され、「プロダクション・セントラル」はパークの公式サイトから消去された。

### ミニオン・ランド
「怪盗グルーシリーズ」をテーマとしたエリアで、2023年8月11日に完成。。

### ニューヨーク・エリア
1930年代のニューヨークの街並みを模したエリア。

### ワールド・エキスポ
国際博覧会の会場をイメージしたエリア。開園当初はエキスポ・センターという名称だった。
アトラクション
- Men in Black: Alien Attack（メン・イン・ブラック:エイリアン・アタック）

ショップ
- MIB Gear SHOP

### スプリングフィールド
2013年に誕生した、「ザ・シンプソンズ」の舞台スプリングフィールドを再現したエリア。

2017年までワールド・エキスポのサブエリアとして扱われていたが、2018年以降のガイドマップでは独立したエリアとして紹介されている。
アトラクション
- The Simpsons Ride（ザ・シンプソンズ・ライド）
- Kang & Kodos' Twirl 'n' Hurl （カング&コドス トワール・アンド・ハール）

レストラン
- Bumblebee Man's Taco Truck
- Duff Brewery
- Lard Lad Donuts
- Moe's Tavern
- The Frying Dutchman
- Luigi's Pizza
- Lisa's Teahouse of Horror
- Krusty Burger
- Flaming Moe's
- Cletus' Chicken Shack

ショップ
- Kwik-E-Mart

### ウッディー・ウッドペッカーズ・キッズゾーン
ウォルター・ランツのキャラクターウッディー・ウッドペッカーを中心とした子供向けのエリア。

2023年1月15日、新エリア「DreamWorks land」建設のため、以下の施設を除き全てクローズした。
アトラクション
- Animal Actors On Location（アニマル・アクターズ・オン・ロケーション）
- E.T. Adventure（E.T. アドベンチャー） - 2023年8月14日現在、世界中のユニバーサル・スタジオで唯一存在している。

レストラン
- Kidzone Pizza Company

ショップ
- E.T.'s Toy Closet
- SpongeBob StorePants

### ドリームワークス・ランド
ウッディー・ウッドペッカーズ・キッズゾーンの跡地にできる「シュレック」や「トロールズ」、「カンフー・パンダ」といったドリームワークス社の作品を中心とした子供向けのエリア。2024年夏オープン予定。
アトラクション
- Trolls Trollercoaster（トロールズ・トローラーコースター）
- Po’s Kung Fu Training Camp（ポーのカンフートレーニング・キャンプ）
- Shrek's Swamp Meet

### ラグーン
パーク中央の大きな湖。
アトラクション
- Universal's Cinematic Spectacular: 100 Years of Movie Memories（ユニバーサルズ・シネマティック・スペクタクラー：100イヤーズ・オブ・ムービーメモリーズ）

### ウィザーディング・ワールド・オブ・ハリー・ポッター ロンドン/ダイアゴン横丁
映画『ハリー・ポッターシリーズ』の世界を再現したエリア。ダイアゴン横丁およびロンドンの街並を再現している。アイランズ・オブ・アドベンチャーとの共通スタジオパス所有者は、アトラクションホグワーツ特急にてホグズミード村と行き来ができるようになっている。

## 終了したアトラクション

### プロダクション・セントラル
- The Adventures of Rocky and Bullwinkle Show（ザ・アドベンチャー・オブ・ロッキー・アンド・ブルウィンクル・ショー）
- Alfred Hitchcock: The Art of Making Movies（アルフレッド・ヒッチコック:ザ・アート・オブ・メーキング・ムービーズ）
- The Boneyard（ザ・ボーンヤード）
- The Funtastic World of Hanna-Barbera（ザ・ファンタスティック・ワールド・オブ・ハンナ・バーベラ）
- Hercules and Xena: Wizards of the Screen（ヘラクレス・アンド・キセナ:ウィザーズ・オブ・ザ・スクリーン）
- Jimmy Neutron's Nicktoon Blast（ジミー・ニュートロンズ・ニックトゥーン・ブラスト）
- MCA Recording Studio (MCAレコーディングスタジオ)
- Murder, She Wrote Mystery Theatre（マーダー・シー・ロウト・ミステリー・シアター）
- Nickelodeon Studios（ニコロデオン・スタジオ）
- Production Studio Tour（プロダクション・スタジオ・ツアー）
- Stage 54（ステージ54）
- STARtoons（スタートゥーンズ）
- Shrek 4-D（シュレック 4-D）

### ワールド・エキスポ
- The Bates Motel Set（ザ・ベイツ・モーテル・セット）
- The Bates Mansion Set（ザ・ベイツ・マンション・セット）
- Back to the Future: The Ride（バック・トゥ・ザ・フューチャー・ザ・ライド）
- The Swamp Thing Set（ザ・スワンプ・シング・セット）
- Fear Factor Live（フィアー・ファクター・ライブ）

### ウッディー・ウッドペッカーズ・キッズゾーン
- Animal Actors Stage（アニマル・アクターズ・ステージ）
- Animal Planet LIVE（アニマル・プラネット・ライブ）
- StarToons Character Meet and Greet (スタートゥーンズ・キャラクター・ミート・アンド・グリート)
- A Day in the Park with Barney（デイ・イン・ザ・パーク・ウィズ・バーニー）
- Fievel's Playland（ファイベルズ・プレイランド）
- Woody Woodpecker's Nuthouse Coaster（ウッディー・ウッドペッカーズ・ナッツハウス・コースター）
- Curious George Goes to Town（キュリアス・ジョージ・ゴーズ・トゥ・タウン）
- DreamWorks Destination（ドリームワークス デスティネーション）

### ラグーン
- Dynamite Nights Stunt Spectacular（ダイナマイト・ナイツ・スタント・スペクタクラー）
- Universal 360: A Cinesphere Spectacular（ユニバーサル360:シネスフェアー・スペクタクラー）